# Mon île Faro (téléfilm, 1979)
Pour les articles homonymes, voir Mon île Faro.
Mon île Faro (Fårö-dokument) est un documentaire suédois réalisé par Ingmar Bergman, diffusé en 1979.

## Synopsis
Ce documentaire fait suite à un premier, également intitulé Mon île Faro (en), tourné dix ans plus tôt, en 1969, consacré à l'île de Fårö sur laquelle le cinéaste a construit une maison et a tourné plusieurs de ses films (À travers le miroir, Persona, La honte).

## Fiche technique
- Titre : Mon île Faro
- Titre original : Fårö-dokument
- Réalisation : Ingmar Bergman
- Format : Couleurs - Mono
- Genre : Documentaire
- Durée : 103 minutes
- Date de diffusion : 1979

## Distribution
- Richard Ösman
- Ulla Silvergren
- Annelie Nystrom